# Sune vs. Sune
Sune vs. Sune ist eine 2018 erschienene schwedische Familienkomödie von Jon Holmberg.

## Handlung
An seinem ersten Tag in der vierten Klasse entdeckt der zehnjährige Sune, dass ein neuer Mitschüler, der ebenfalls Sune heißt, ihm seinen Platz in der Klassengemeinschaft streitig macht. Der andere Sune scheint cooler, witziger, charmanter und beliebter zu sein; schließlich scheint sich sogar Sunes Freundin Sofie für den anderen zu begeistern.
Ungeschickt versucht Sune zunächst, sich selbst coole Verhaltensweisen zuzulegen, um den anderen auszustechen. Als das nicht funktioniert, verlegt er sich auf Intrigen und Gemeinheiten, versucht vermeintliche Schwächen des anderen auszunutzen, doch die erweisen sich als Stärken. Schließlich findet er heraus, dass der andere Sune auch eine teilweise erfundene Identität vor sich her trägt, und erpresst ihn mit seinem Wissen. Sofie kommt dahinter und kündigt ihm vorerst die Freundschaft. Überrascht erfährt Sune von der Mutter des anderen Sune, dass dieser ihn keineswegs als Gegner wahrnimmt, sondern als Freund schätzt. Nach einer letzten Gemeinheit sieht er seine Dummheit ein und versöhnt sich mit dem anderen Sune und mit Sofie, die ihm endlich sagt, dass sie auch in ihn verliebt ist.
In Nebenhandlungen wird dargestellt, dass auch Sunes Eltern mit ihrem Leben nicht klarkommen. Sunes Vater ist eigentlich überzeugter Finanzbeamter, hadert jedoch mit einem neuen Chef,  der aber zu seiner Überraschung eine hohe Meinung von ihm hat; Sunes Mutter ist neidisch auf die scheinbar fehlerlose und erfolgreiche Mutter des anderen Sune. In ihren Bemühungen, andere zu beeindrucken, stolpern auch die Eltern von einer skurrilen Situation in die nächste.

## Produktion und Veröffentlichung
Regie führte Jon Holmberg und das schrieb Daniella Mendel-Enk. Die Produzenten waren Linus Stöhr Torell und Malin Söderlund. Die Musik komponierten Joel Danell und Andreas Tengblad. Für die Kameraführung war Erik Persson verantwortlich.
Der Film kam am 30. November 2018 raus. In Deutschland erschien der Film am 23. Juli 2020.

## Synchronisation
| Figur      | Schauspieler    | Deutscher Synchronsprecher |
| ---------- | --------------- | -------------------------- |
| Sune       | Elis Gerdt      | Vincent Dreiseitl          |
| Anna       | Tea Stjärne     | Lea Kalbhenn               |
| Gabbi      | Marie Robertson | Angela Wiederhut           |
| Håkan      | Baxter Renman   | Louis Veronik              |
| Karin      | Sissela Benn    | Stephanie Kellner          |
| Mia Morén  | Shima Niavarani | Andrea Wick                |
| Neuer Sune | John Österlund  | Leo Nicolas Douglas        |
| Sofie      | Lily Wahlsteen  | Tilda Kortemeier           |

## Rezeption
„Witziger, teils skurriler bis alberner Kinderfilm nach der schwedischen „Sune“-Buchreihe. Bei aller Unterhaltsamkeit erzählt der Film auch kindgerecht von der Angst, nicht mehr den Zugehörigkeitskriterien einer Gruppe zu entsprechen, was Kinder wie Erwachsene gleichermaßen betrifft.“

In Deutschland war der Film erstmals auf der Berlinale 2019 zu sehen.